# Cédric Bardon
Pour les articles homonymes, voir Bardon.
Cédric Bardon, né le 15 octobre 1976 à Lyon, est un footballeur français. Il joue au poste d'attaquant.

## Biographie
Formé à l'Olympique lyonnais où il intègre le centre de préformation dès l'âge de 10 ans. En 1991, il dispute la Coupe nationale des minimes avec la sélection de la Ligue Rhône-Alpes. Alors qu'il survole toutes les catégories de jeune, il dispute son premier match chez le pro le 1er mai 1993 face à l'équipe du Havre à tout juste 16 et demi. Surnommé le futur Van Basten, Bardon est présenté comme le digne successeur de l'attaquant vedette de l'OL des années 1990 Florian Maurice.  
Après une carrière sans grand éclat en France, où il ne confirme jamais son statut d'éternel espoir du football français, Cédric Bardon se relance en Bulgarie avec le Levski Sofia. Il dispute les 1/4 de finale de la Coupe UEFA 2005-2006, après avoir battu des clubs comme l'AJ Auxerre et l'Olympique de Marseille. 
Lors de la saison 2006-2007, il dispute la première de phase de la Ligue des Champions 2006-2007 après avoir éliminé le Chievo Vérone au tour préliminaire (avec un but marqué à l'aller et un au retour). Lors de la phase de groupe, le Levski termine bon dernier sans remporter le moindre match. À l'issue de la saison, il réalise avec le doublé Coupe-Championnat. Lors de la finale de la coupe de Bulgarie, il offre même la victoire à son équipe avec un but sur penalty durant la prolongation.
Le 27 juillet 2007, il offre même la SuperCoupe de Bulgarie à son club, en marquant le seul but de la rencontre qui l'opposait au Litex Lovetch à la 13e minute.
Fin décembre 2007, il souhaite quitter le Levski Sofia à un an et demi de la fin de son contrat. Le milieu offensif privilégie un retour en France mais, faute d'une solution rapide, il devrait découvrir un nouveau pays en 2008. Ainsi, il a signé un contrat d'un an et demi au Bnei Yehoudah, lanterne rouge du championnat israélien. Alors que le club est mal-en-point, il réussit une fantastique remontée au classement et le club finit 9e (sur 12). Cédric Bardon a une grande influence sur cette équipe et la tire à bout de bras pour assurer le maintien. Il marque 3 buts en 17 matchs dont un doublé contre MS Ashdod.
En juin 2008, ce globe-trotter rejoint Anorthosis Famagouste, le club chypriote. Ce club réussit pour la première fois de l'histoire du football chypriote à se qualifier pour la Ligue des champions en battant un club grec, l'Olympiakos Le Pirée (0-3 / 1-0). Après avoir participé à la Ligue des champions avec le Levski Sofia lors de la saison 2006-2007, Cédric Bardon choisit donc bien ses clubs et va pouvoir participer à un nouveau challenge avec des coéquipiers tels que Sávio (ex-Bordelais), Traïanós Déllas (ex-joueur de l'AS Rome) ou bien Vincent Laban (formé à Nantes). Le 4 novembre 2008, à l'occasion du match contre l'Inter Milan, il inscrit le premier but de son équipe pour un match nul 3-3.
Le 3 juillet 2009 il signe un contrat de deux ans avec le Levski Sofia club qu'il avait quitté il y a un an. Il rejoue en Ligue des champions avec ce club et réalise une bonne saison, jouant 24 matchs et inscrivant 6 buts en championnat.
Malgré tout, il résilie son contrat au bout d'un an pour retourner en France à Fréjus-Saint-Raphaël qui évolue en National. Après un an dans club sudiste, il met un terme à sa carrière sportive.
Il commence une carrière d’entraîneur en août 2012 au club de l'UGA Lyon Décines, club présidé par Youri Djorkaeff, où il occupe le poste d'ajoint, mais quitte son poste huit mois après son arrivée, en désaccord avec ses dirigeants. Il rejoint alors l'AS Misérieux-Trévoux, dont il devient l'entraîneur et avec lequel il accède à la division d'honneur dès sa première saison, tout en s'occupant d'une société d'intérim à Lyon.

## Palmarès
- Vainqueur coupe Gambardella 1994
- Vice-champion du championnat de France en 1995 (Olympique lyonnais)
- Finaliste de la coupe de la Ligue en 1996 (Olympique lyonnais)
- Champion de Bulgarie en 2006 et 2007 (Levski Sofia)
- Vice-champion de Bulgarie en 2008 (Levski Sofia)
- Vainqueur de la coupe de Bulgarie en 2007 (Levski Sofia)
- Vainqueur de la supercoupe de Bulgarie en 2007 et 2009 (Levski Sofia)
- Finaliste de la supercoupe de Bulgarie en 2006 (Levski Sofia)
- International espoir français